# Nagasaki
Nagasaki (japanska: 長崎市; Nagasaki-shi; lyssna (fil)) är en stad på ön Kyushu i Japan, huvudort i Nagasaki prefektur. Den 9 augusti 1945 utsattes staden för den andra atombomben använd i krig. Antalet offer var cirka 39 000 döda och cirka 25 000 direkt skadade, se vidare atombomberna över Hiroshima och Nagasaki.
Nagasaki har sedan 1997
status som kärnstad (japanska: 中核市?, Chūkakushi) enligt lagen om lokalt självstyre.

## Geografi
Nagasaki är beläget nästan så långt västerut som man kan komma i Japan, väldigt nära Koreahalvön. Staden gränsar till Isahaya, Saikai, Tokitsu och Nagayo. På grund av sitt läge fungerar staden som port till Kina och andra asiatiska länder.

## Historia

### Medeltiden

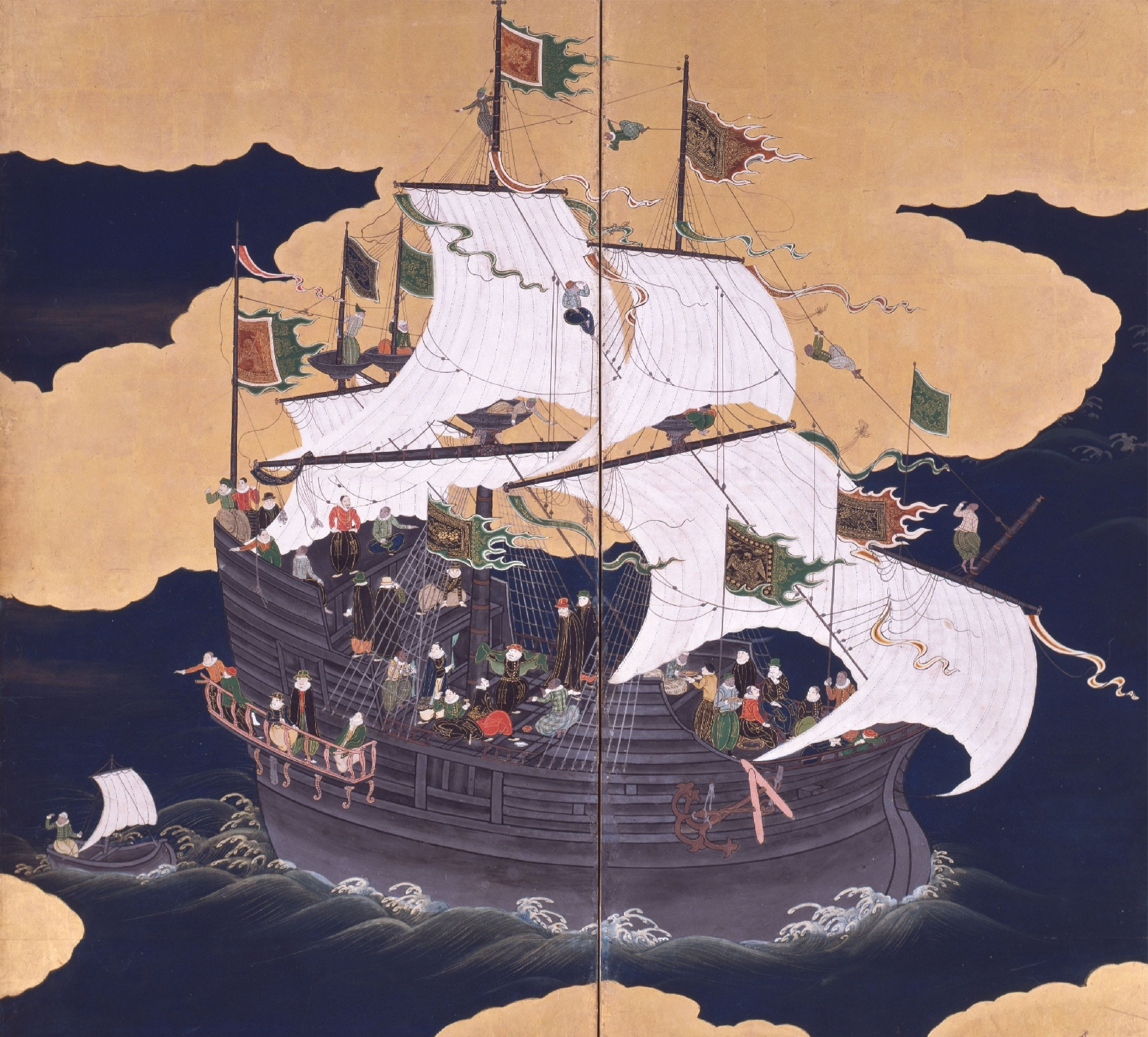
Japansk Nanban byōbu visar portugisernas ankomst till Nagasaki kring 1571.

De första européerna som kom till Japan var portugiserna.
År 1543 landsteg ett antal portugisiska sjömän på ön Tanegashima.
Nagasaki blev så småningom hemmahamnen för de portugisiska fartygen.
Utöver för handel blev staden viktig för religiös missionsverksamhet samt kulturell och teknisk förmedling.
Portugiserna introducerade eldvapen, tryckpressar, glasögon, klockor, samt utvecklade handeln mellan Japan och Kina, introducerade kirurgi i den traditionella japanska medicinen, utarbetade ett lexikon över tidens japanska språk där orden återges fonetiskt.

Sedan Nagasakis hamn öppnades kring 1570 har Nagasaki haft utbyte med sjöfartsländer som Portugal, Nederländerna och Kina.
År 1587 förbjöd Japans dåvarande daimyo Toyotomi Hideyoshi kristendomen. Detta ledde till att 26 missionärer den 5 februari blev dömda till döden i Nagasaki och avrättade vid Nishizaka.

### Atombomben

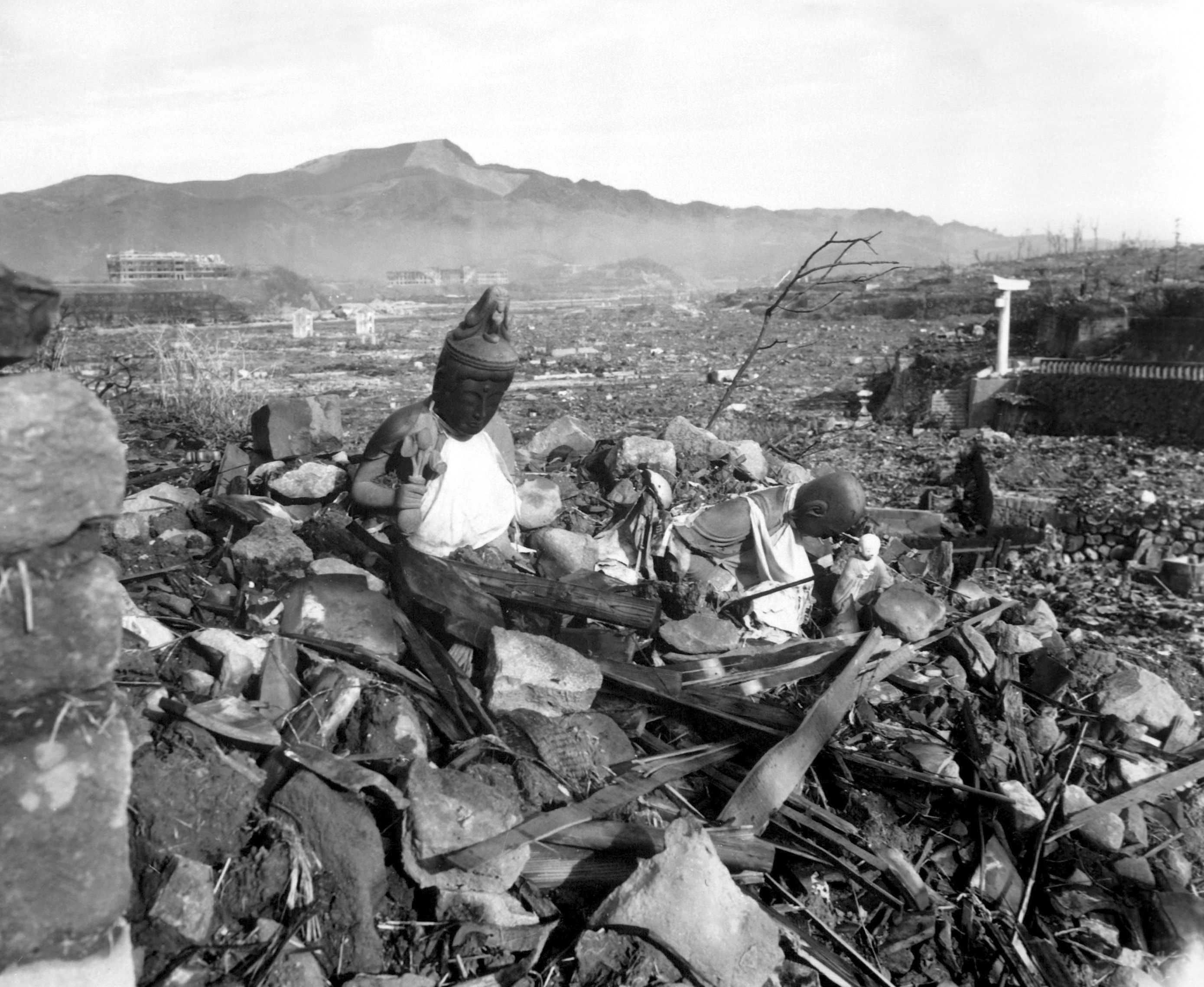
En tempel i Nagasaki 6 veckor efter atombombsattacken.

Den 9 augusti 1945 11:02 blev Nagasaki målet för den andra atombombsattacken någonsin. Mellan 40 000 och 70 000 personer uppskattas ha dött och cirka 120 000 blev hemlösa av explosionen som lade stora delar av staden i ruiner. 
50 år senare, 1995, utnämndes den 9 augusti till "Nagasaki Peace Day".

## Utbildning

### Skolor

#### Universitet
I Nagasaki finns 6 stycken universitet.
- Nagasaki universitet  (長崎大学)
- Nagasaki institut för tillämpad vetenskap (長崎総合科学大学)
- Nagasaki universitet för utländska studier (長崎外国語大学)
- Kwassui kvinnoinstitut  (活水女子大学)
- Nagasaki junshin universitet (長崎純心大学)
- Siebold universitet i Nagasaki

## Turism

### Sevärdheter

#### Atombombsmuseet i Nagasaki
Atombombsmuseet i Nagasaki byggdes första gången 1955. Det museum som finns idag öppnades i april 1996.

#### Fredsparken
Fredsparken är belägen på en låg kulle och skapades samtidigt som atombombsmuseet som en önskan för världsfred. I den norra delen av parken finns en 9,7 meter hög staty skapad av Seibou Kitamura. Den symboliserar Buddhas kärlek och Nagasakibornas önskan för evig fred. I parken finns även fredsfontänen samt ett flertal monument som olika länder donerat.

#### Kōfuku-ji
Kōfuku-ji är det äldsta kinesiska templet, byggt av Obaku-sekten, i Japan. Templet är känt som "det röda templet" av lokalbefolkningen. Många kända zenmästare har bott i templet.

#### Sōfuku-ji

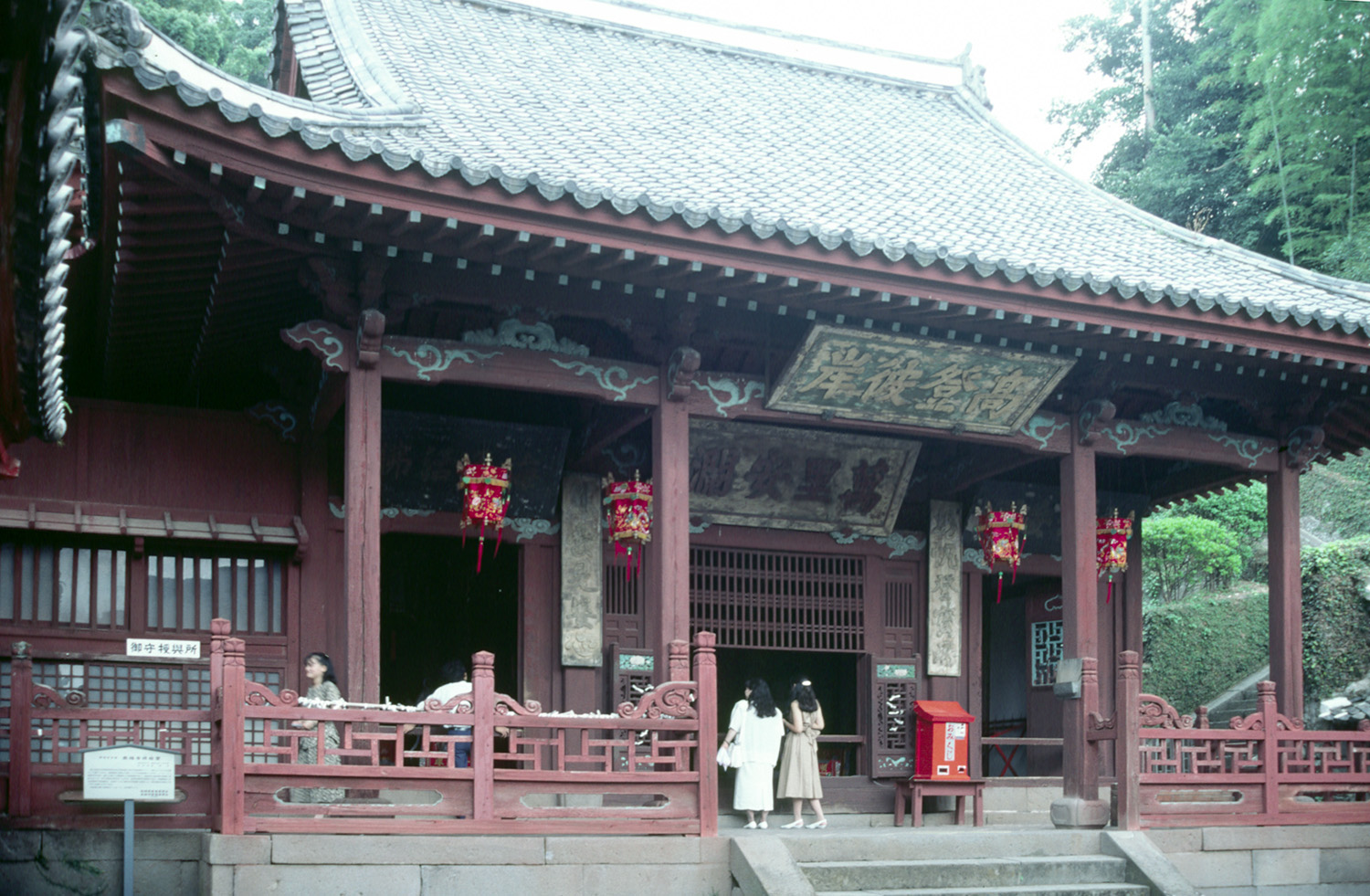
Sōfuku-ji, buddhistiskt tempel.

Sōfuku-ji är ett kinesiskt tempel som byggdes 1629. Templet har tre portingångar, kända som "de tre portarna".

#### Glover Garden
Glover Garden är Japans äldsta hus i västerländsk stil. Huset är en av Nagasakis främsta turistattraktioner och drar cirka 2 miljoner turister varje år.

#### Inasa
I mitten av Nagasaki ligger berget Inasa (japanska: Inasa-yama, kanji: 稲佐山), 333 meter högt. På toppen av berget, som man kan ta sig till med en kabinbana, finns ett utkikstorn.

#### Dejima

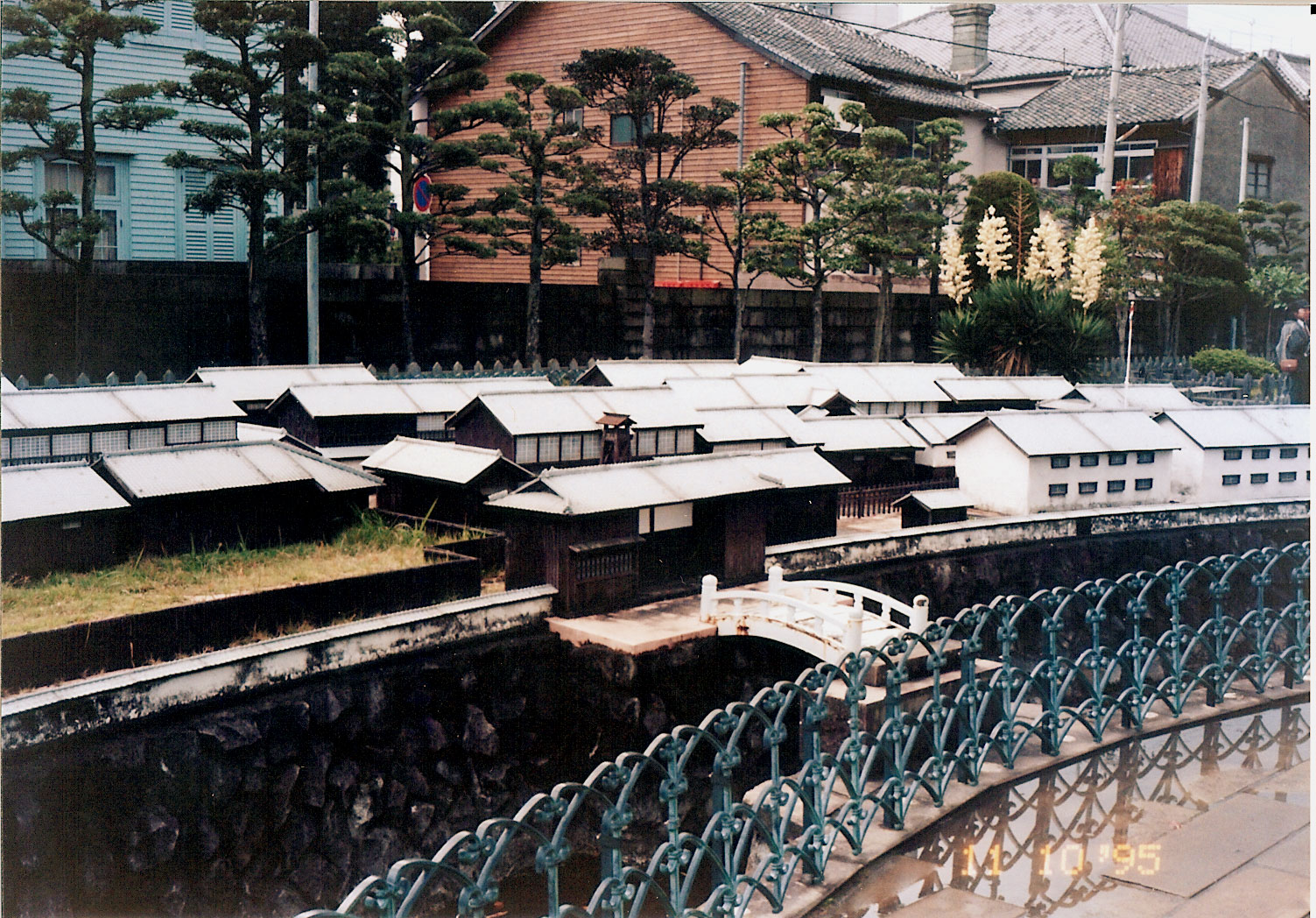
Modell av handelsområdet Dejima med seminariet i bakgrunden.

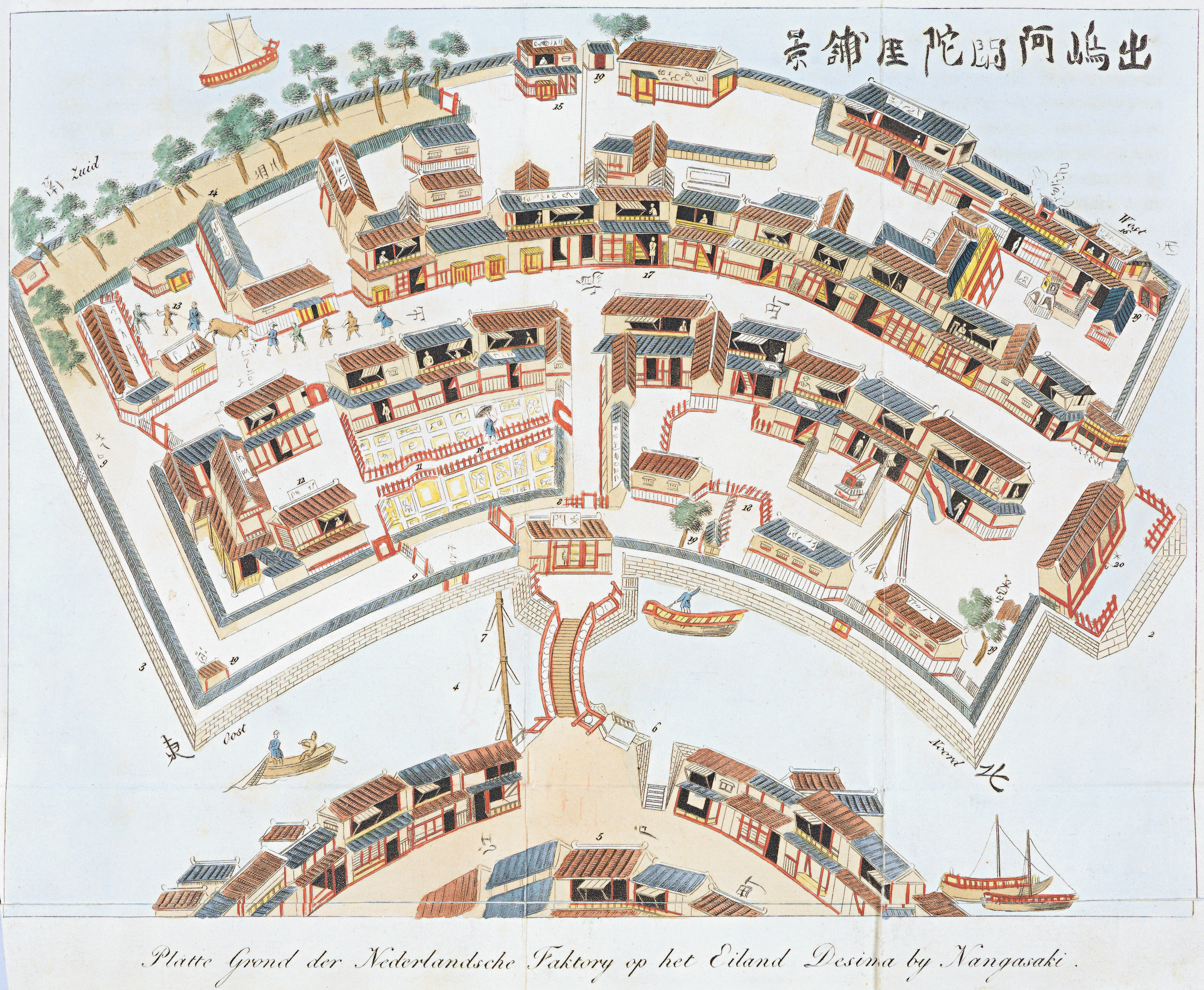
Ett fågelperspektiv över den solfjädersformade Deshimas layout och byggnader 1824-1825.

Den konstgjorda ön Dejima (出島) formades genom att gräva en kanal över en liten halvö och stod klar 1636. Den byggdes för att tjäna som enda kvarvarande plats där direkt handel och utbyte mellan Japan och världen utanför skulle ske under Edoperioden, på en yta om en knapp hektar. Kinesiska och holländska handelshus utnyttjade området från 1641 till 1853. Under en period på 1770-talet bodde den svenske botanikern Carl Peter Thunberg på ön.
Efter Meijirestaurationen revs handelshusen och 1877 byggdes ett teologiskt seminarium som är Japans äldsta. I dag är det ett trähus med två våningar, som inrymmer ett historiskt museum.

### Mat
Maten i Nagasaki är, förutom fisk, starkt influerad av kinesiska, nederländska och portugisiska traditioner. Några kända namn ur matkulturen är Castella (japanska: カステラ, en mjuk kaka), Chanpon (nudelsoppa), Sara udon, Shippoku, yoriyori, månkaka (geppei), biwa (mispelfrukt), Kamaboko och Karasumi.

## Vänorter
Nagasaki har flera vänorter runtom i världen:

### I Japan
- Hiroshima

### Utanför Japan
- Saint Paul, Minnesota, USA (1955) (Äldsta vänorten i Japan.[källa behövs])
- Santos, Brasilien (1972)
- Porto, Portugal (1978)
- Middelburg, Nederländerna (1978)
- Fuzhou, Kina (1980)